# 2009년 LG 트윈스 시즌
2009년 LG 트윈스 시즌은 LG 트윈스가 KBO 리그에 참가한 20번째 시즌이며, MBC 청룡 시절까지 합하면 28번째 시즌이다. 김재박 감독이 팀을 이끈 마지막 시즌으로, 조인성이 주장을 맡았다. 팀은 8팀 중 정규시즌 7위에 그쳐 7년 연속으로 포스트시즌 진출에 실패했다.

## 타이틀
- ALL WBC TEAM: 봉중근 (투수)
- 월드 베이스볼 클래식 은메달: 봉중근, 이진영
- KBO 골든글러브: 박용택 (외야수)
- 조아제약 프로야구대상 재기상: 박용택
- 매직글러브: 봉중근
- 올스타 선발: 이진영 (외야수)
- 올스타전 추천선수: 봉중근, 조인성, 박경수, 박용택
- 올스타전 승리팀상: 서군 올스타
- 스포츠조선 선정 부상 선수 올스타: 박명환 (투수)
- 컴투스프로야구2022 타이틀홀더 라인업: 페타지니 (1루수)
- 출장(타자): 이대형 (133)
- 도루: 이대형 (64)
- 볼넷: 페타지니 (97)
- 희생타: 이대형 (22)
- 희생플라이: 박용택 (9)
- 타율: 박용택 (0.372)
- 출루율: 페타지니 (0.468)
- 출장(투수): 류택현 (73)
- 구원등판: 류택현 (73)
- BB/K: 페타지니 (1.39)
- GPA: 페타지니 (0.354)
- 퀄리티 스타트: 봉중근 (19)
- 병살 유도: 봉중근 (23)
- 견제 아웃: 최원호 (3)

### 퓨처스리그
- 퓨처스 올스타: 오지환, 정주현, 임도현, 이병규

## 선수단
- 선발투수: 봉중근, 심수창, 최원호, 존슨, 이범준, 박명환, 이승우, 바우어, 박지철, 서승화, 정재복, 김광수
- 구원투수: 류택현, 오상민, 정찬헌, 이동현, 경헌호, 노진용, 한희, 김수형, 김민기, 배우열, 최성민, 김경태, 최동환
- 마무리투수: 이재영, 우규민
- 포수: 김정민, 조인성, 박도현, 이경환, 김태군
- 1루수: 최동수, 박병호
- 2루수: 박경수, 박종호, 정주현
- 유격수: 권용관, 박용근, 오지환, 윤진호
- 3루수: 정성훈, 김태완, 김상현, 이종열
- 좌익수: 박용택
- 중견수: 이대형
- 우익수: 이진영, 안치용, 오태근, 김광삼, 임도현, 손인호
- 지명타자: 페타지니, 이병규, 곽용섭, 서동욱

## 여담
- 경찰 야구단에서 복무 중이던 이시찬은 11월에 전역할 예정이었으나, 갑상선 이상으로 인해 4월에 의가사 제대했다. 경찰 야구단에서 복무 기간을 온전히 채우지 못한 케이스는 이시찬이 처음이었다.
- 5월 15일 히어로즈와의 경기에서 22대 17로 승리했는데, 이 경기는 양 팀 합산 38타점 39득점으로 KBO 리그 역대 양 팀 합산 최다 타점, 득점 경기가 되었다.
- 5월 21일 KIA 타이거즈와의 경기가 5시간 58분만에 끝나 KBO 리그 사상 최장 시간 경기로 기록되었다.
- 류택현은 KBO 리그 사상 최초로 통산 100홀드를 달성했다.
- 박용택은 OPS 0.999를 기록해 0.001 차이로 OPS 1 달성에 실패했다.
- 정찬헌은 이 시즌까지 통산 18패, 16폭투로 KBO 리그 역대 10대 투수 최다 기록을 세웠다.
- 2010 신인드래프트에서 신정락은 전체 1라운드 1순위로 LG 트윈스에 지명되어 1982년을 제외하면 신인드래프트 1차 지명 폐지 후 전면 드래프트 시행 첫 해에 가장 먼저 지명된 선수가 되었다.

## 같이 보기
- 2011년 LG 트윈스 시즌